# En los Brazos del Padre
En los Brazos del Padre é um álbum de estúdio da banda cristã brasileira Diante do Trono, lançado em 2006 pela gravadora própria do grupo. A obra é uma versão em espanhol do disco Nos Braços do Pai, contando com o mesmo instrumental contido na versão original também com os vocalistas do quinto álbum, mas mas sem as captações ao vivo.

## Faixas
1. "Tu Lluvia"
2. "De todo el corazón"
3. "Invocame"
4. "En los brazos del Padre"
5. "Espontãneo"
6. "Viene de Ti, Señor"
7. "En Tu Altar"
8. "Amigo"
9. "Brasil"
10. "Yo soy de Mi Amado"

## Vocalistas
Solo Nívea Soares-"De todo el corazón"
Solo André Valadão-"Invocame"
Solo Graziela Santos-"Amigo"
Dueto Ana Paula Valadão e Mariana Valadão-"Viene de Ti, Señor"
Dueto Ana Paula Valadão e Maximiliano Moraes-"En Tu Altar"